# Карангава (Грама Ніладхарі)
Грама Ніладхарі Карангава (№ W/89J) — Грама Ніладхарі підрозділу ОС Ампара, округ Ампара, Східна провінція, Шрі-Ланка.

## Демографія
| Населення (2007) | Населення (2007) | Населення (2007) | Населення (2007) | Населення (2007) |
| Населення        | Чоловіки         | Жінки            | Діти             | Дорослі          |
| ---------------- | ---------------- | ---------------- | ---------------- | ---------------- |
| 2533             | 1268             | 1265             | 909              | 1624             |